# Diecezja Rayagada
Diecezja Rayagada – diecezja rzymskokatolicka w Indiach. Została utworzona w 2016 z terenu diecezji Berhampur.

## Ordynariusze
- bp Aplinar Senapati C.M. (od 2016)